# Karam Mashour
Karam Mashour (en hébreu : כארם משעור, en arabe : كرم مشعور), né le 9 août 1991 à Nazareth en Israël, est un joueur israélien de basket-ball. Il évolue au poste d'ailier.

## Palmarès

### En club
- Coupe de la Ligue israélienne :
  - Vainqueur : 2017

### Distinctions individuelles
- 5 majeur du championnat d'Israël en 2017
- All-Star du championnat d'Israël en 2016 et 2017